# Александер Лудвиг
Александер Лудвиг (енгл. Alexander Ludwig; Ванкувер, 7. мај 1992) канадски је глумац и певач. Каријеру је прво започео као дете, а затим је као тинејџер добио признање за глуму у филмовима Трагач (2007) и Трка до Вештичје Планине (2009). Прославио се глумећи као Кејто у филму Игре глади (2012).
Такође је познат по својим споредним улогама као Шејн Патон у филму Једини преживели (2013) и Дорн у филму Лоши момци заувек (2020). Такође је глумио Бјорна Гвозденог у серији History-ја, Викинзи (2014–2020).

## Филмографија

### Филм
| Година | Српски назив                      | Изворни назив    | Улога              | Напомене       |
| ------ | --------------------------------- | ---------------- | ------------------ | -------------- |
| 2000.  | Бади и Бадићи: Псићи фудбалерчићи |                  | глумац             | без заслуга    |
| 2004.  | Н/Д                               |                  | дете               |                |
| 2005.  | Н/Д                               |                  | Џими               | глас           |
| 2005.  | Н/Д                               |                  | Кевин              | без заслуга    |
| 2006.  | Н/Д                               |                  | млади Кени Кимс    |                |
| 2007.  | Н/Д                               |                  | Е. Џ. Нидман       |                |
| 2007.  | Трагач                            |                  | Вил Стантон        |                |
| 2009.  | Трка до Вештичје Планине          |                  | Сет                |                |
| 2012.  | Игре глади                        | The Hunger Games | Кејто              |                |
| 2013.  | Маторани 2                        |                  | Брејден Хигинс     |                |
| 2013.  | Једини преживели                  |                  | ПО Шејн Патон      |                |
| 2014.  | Када се игра храбро               |                  | Крис Рајан         |                |
| 2015.  | Н/Д                               |                  | Џејмсон            |                |
| 2015.  | Последње девојке                  |                  | Крис Бригс         |                |
| 2015.  | Блеквеј                           |                  | Нејт               |                |
| 2019.  | Битка за Мидвеј                   |                  | поручник Рој Пирс  |                |
| 2020.  | Лоши момци заувек                 |                  | Дорн               |                |
| 2020.  | Н/Д                               |                  | капетан Ендру Џанц |                |
| 2020.  | Н/Д                               |                  | Марсон             |                |
| 2021.  | Ноћни зуби                        | Night Teeth      |                    | постпродукција |

### Телевизија
| Година     | Српски назив | Изворни назив | Улога          | Напомене                   |
| ---------- | ------------ | ------------- | -------------- | -------------------------- |
| 2014–2020. | Викинзи      |               | Бјорн Гвоздени | главна улога (2-6. сезона) |
| 2017.      | Н/Д          |               | др Делучи      | главна улога; 6 епизода    |
| 2021–данас | Н/Д          |               | Ејс Спејд      | главна улога; 8 епизода    |

### Музички спотови
| Година | Песма | Улога        | Извођач |
| ------ | ----- | ------------ | ------- |
| 2014.  | „”    | момак/путник |         |